# Бибиков, Дамиан Николаевич
Дамиан Николаевич Бибиков (14 [27] июля 1905, Севастополь, Таврическая губерния — 15 ноября 1956, Ленинград) — советский учёный-гидротехник. Доктор технических наук (1954), профессор (1956). Один из крупнейших специалистов по вопросам исследования водных потоков и водоёмов в зимних условиях.

## Биография
Родился 14 июля 1905 года[по какому календарю?] в Севастополе.
В 1931 году окончил водный факультет Ленинградского института инженеров путей сообщения, получив специальность инженер-гидротехник.
С 1932 года работал во Научно-исследовательский институт гидротехники: инженером, старшим инженером; кандидат технических наук (1938).
В Великую Отечественную войну служил инженер-капитаном в Управлении оборонительного строительства 37 УВПС 32 4-й сапёрной армии. После освобождения Севастополя был направлен на его восстановление. За участие в Великой Отечественной войне был награждён медалями «За боевые заслуги» и «За Победу над Германией».
После демобилизации вернулся в научно-исследовательский институт гидротехники; занимался восстановлением Ледотермической лаборатории: заместитель, с 1955 года — руководитель лаборатории; доктор технических наук (1954) за диссертацию: Термический и ледовый режим незамерзающих водных потоков (Ленингр. политехн. ин-т им. М. И. Калинина. — [Ленинград], 1953. — 202 с.); с 1956 года — профессор.
Под его руководством были проведены исследования ледового режима для обоснования проектов и строительства Днепровской, Бухтарминской, Усть-Каменогорской, Волжской, Свирских, Нарвской, Волховской, Иваньковской, Угличской и др. гидроэлектростанций, Тахиаташского гидроузла и Туркменского канала.
Был женат; дети: Николай, Дамиан.
Умер 14 ноября 1956 года в Ленинграде.

### Книги
- Ледовые затруднения на гидростанциях: Проектирование мероприятий по их устранению / Д. Н. Бибиков, Н. Н. Петруничев. — Ленинград; Москва: Госэнергоиздат, 1950. — 160 с.: ил.
- Ледотермические вопросы в гидроэнергетике: сб. ст. / ред. Д. Н. Бибиков. — Москва; Ленинград: Госэнергоиздат, 1954. — 264 с.: ил.
- О скорости роста внутриводного льда. «Ледотермические вопросы в гидроэнергетике». — М.—Л.: Госэнергоиздат, 1954.

### Статьи
- О гидравлической крупности шуги // Гидротехническое строительство. — 1952. — № 3.
- К постановке вопроса о ледовом режиме незамерзающих водных потоков // Докл. АН СССР. — Т. 91. — № 4, 1953 (799—801).
- Работы гидроледотермической лаборатории ВНИИГ и основные вопросы ледометрики: Доклад д-ра техн. наук Д. Н. Бибикова. — [1956]. — (К совещанию главных инженеров проектов и ведущих работников проектных организаций Министерства электростанций СССР/ Всесоюз. науч.-исслед. ин-т гидротехники им. Б. Е. Веденеева).